# Netroots
Netroots este un termen inventat în 2002 de către Jerome Armstrong, strateg politic american, care descrie activismul civic și politic organizat prin bloguri sau alte medii cum ar fi wiki sau rețele sociale. Termenul este o combinație între Internet și grassroots, pentru a reflecta inovațiile tehnologice care deosebesc netroots de alte forme de participare politică. 
Sensul termenului se suprapune cu cel al termenilor de e-democrație și democrație participatorie care sunt mai cunoscute, mai bine definite și mai acceptate.
Susținătorii scot în evidență faptul ca netroots tind să se organizeze plat, descentralizat și fără ierarhii.

## Vezi și
- Jurnalism participativ
- Blog